# Hans Kern (Politiker, 1933)
Hans Kern (* 29. Januar 1933 in Wipperfürth; † 27. November 2021) war ein deutscher Politiker der SPD.

## Ausbildung und Beruf
Hans Kern legte 1953 das Abitur ab. Er studierte an der Universität Köln Mathematik, Physik und Informatik und legte das Erste und Zweite Staatsexamen ab. Zuletzt war er als Studiendirektor und Leiter der gymnasialen Oberstufe an der Gesamtschule Kierspe beschäftigt. Von 1961 bis 1983 wirkte er als nebenamtlicher Dozent am Studienkolleg der Uni Köln.

## Politik
Hans Kern war seit 1967 Mitglied der SPD. Von 1969 bis 1975 war er Fraktionsvorsitzender im Rat der Gemeinde Klüppelberg und von 1970 bis 1975 Mitglied des Kreistages in Bergisch Gladbach. Mitglied des Kreistages in Gummersbach war er 1975 bis 1979 und von 1979 bis 1992 Fraktionsvorsitzender im Rat der Stadt Wipperfürth. Ab 1988 fungierte er als Vorsitzender des Kreisverbandes Oberberg der Arbeiterwohlfahrt (AWO).
Hans Kern war vom 30. Mai 1985 bis zum 1. Juni 2000 direkt gewähltes Mitglied des 10., 11. und 12. Landtages von Nordrhein-Westfalen für den Wahlkreis 025 Oberbergischer Kreis I.